# Skala Benjamina
Ten artykuł opisuje teorie, metody lub czynności niezgodne ze współczesną wiedzą medyczną.
Skala orientacji seksualnej Benjamina (S.O.S.) – skala stworzona przez Harry’ego Benjamina w 1966 roku, w celu klasyfikacji różnych form transwestytyzmu u mężczyzn i transseksualizmu u transkobiet. Wprowadzała 7 podstawowych typów. Podstawą przypisania do konkretnego typu był stosunek do ubierania się oraz orientacja seksualna. Trzy typy odnosiły się do form transwestytyzmu, trzy typy – do transseksualizmu. Cispłciowi mężczyźni należeli do kategorii 0. Budowa skali jest analogiczna do skali orientacji seksualnej Kinseya. Benjamin, podobnie jak Kinsey, identyfikację płci i przejawy płciowości pojmował w ramach kontinuum seksualnego. Uznawał, że niewiele jest osób, które w pełni będą odpowiadać opisanym przez niego typom.

## Siedem typów w skali Benjamina

### Typ 0. Normalna orientacja seksualna
Deklarowana płeć psychiczna zdecydowanie męska. Koncepcja przebierania się lub zmiany płci są obce i niechciane.

### Typ I. Pseudotranswestyta[2]
- Deklarowana płeć psychiczna: Zdecydowanie męska
- Zachowania społeczne: Na co dzień żyje jako mężczyzna. Przebiera się sporadycznie. Przy przebieraniu odczuwa przyjemność, zazwyczaj na tle seksualnym. Rzadko kiedy po przebraniu się nadaje sobie żeńskie imię. Brak jest głębszej potrzeby kształtowania swojej osobowości na osobowość płci odmiennej.
- Seksualność: Heteroseksualny, biseksualny lub homoseksualny. Często masturbacja po przebraniu się. Przebieranie się może pojawiać się jedynie w fantazjach seksualnych.
- Skala Kinseya: 0–6
- Stosunek do operacyjnej zmiany płci: Zdecydowanie odrzuca możliwość zmiany płci.
- Psychoterapia: Niechciana, zbędna.
- Terapia hormonalna: Nierozważana, niepotrzebna.

### Typ II.Transwestyta fetyszystyczny[2]
- Deklarowana płeć psychiczna: Męska
- Zachowania społeczne: Prowadzi normalne życie jako mężczyzna. Przebiera się okresowo. Przebieranie się ma na celu osiągnięcie satysfakcji seksualnej. Może nosić damską bieliznę pod ubraniem. Może udawać podwójną osobowość (męską i żeńską), z nadawaniem sobie odpowiedniego imienia.
- Seksualność: Heteroseksualny, czasem biseksualny lub homoseksualny. Potrzebuje fetyszu do masturbacji. Odczuwa poczucie winy. Marzenia o zmianie płci zdarzają się podczas masturbacji po przebraniu się.
- Skala Kinseya: 0–2
- Stosunek do operacyjnej zmiany płci: Choć ma fantazje seksualne związane ze zmianą płci, nie jest zainteresowany rzeczywistym zabiegiem.
- Psychoterapia: W sprzyjającym środowisku może przynieść efekty.
- Terapia hormonalna: Rzadko w obrębie zainteresowań, czasem może być pomocna w zmniejszeniu popędu płciowego.

### Typ III. Transwestyta (prawdziwy)[2]
- Deklarowana płeć psychiczna: Raczej męska.
- Zachowania społeczne: Regularnie przebiera się. Nie odrzuca życia jako kobieta. W przy braku możliwości pełnego przebrania stale nosi kobiecą bieliznę pod ubraniem.  Może wykazywać tendencje w kierunku transseksualizmu.
- Seksualność: Heteroseksualny, gdy nie jest przebrany. Odczuwa dyskomfort związany ze swoją płcią. Przebranie przynosi ulgę. Może przyjmować podwójną osobowość.
- Skala Kinseya: 0–2
- Stosunek do operacyjnej zmiany płci: Atrakcyjna jako pomysł, choć raczej odrzucana.
- Psychoterapia: Możliwa, rzadko przynosi rezultaty.
- Terapia hormonalna: Atrakcyjna jako eksperyment, może być pomocna w diagnozie.

### Typ IV. Transseksualista (nieoperacyjny)[2]
- Deklarowana płeć psychiczna: Nieokreślona. Ewentualnie określa się jako kobieta lub oscyluje między TV a TS.
- Zachowania społeczne: Przebiera się tak często, jak to jest możliwe. Może żyć jako kobieta lub jako mężczyzna.
- Seksualność: Zazwyczaj biseksualny. Często niski popęd seksualny. Czasem aseksualny lub autoerotyczny. Może być żonaty i posiadać dzieci.
- Skala Kinseya: 1–4
- Stosunek do operacyjnej zmiany płci: Jest rozważana jako bardzo atrakcyjna, ale nie dąży do niej.
- Psychoterapia: Wyłącznie jako porada. Najczęściej odrzucana lub nieskuteczna.
- Terapia hormonalna: Potrzebna do komfortu psychicznego i równowagi emocjonalnej.

### Typ V. Transseksualista (średnie natężenie)[2]
- Deklarowana płeć psychiczna: Żeńska uwięziona w męskim ciele.
- Zachowania społeczne: Stara się prowadzić całe swoje życie jako kobieta. Samo przebieranie się jest raczej koniecznością dnia codziennego niż wolnym wyborem. Odczuwa dyskomfort związany ze swoją płcią. Przejawia niechęć do swojej męskości.
- Seksualność: Homoseksualny (pasywny) lub aseksualnie autoerotyczny. Niski popęd seksualny. Może być żonaty i posiadać dzieci.
- Skala Kinseya: 4–6
- Stosunek do operacyjnej zmiany płci: Usilnie pożądana.
- Psychoterapia: Odrzucana jako nieskuteczna.
- Terapia hormonalna: Potrzebna jako element przygotowania do operacyjnej zmiany płci.

### Typ VI. Transseksualista (silne natężenie)[2]
- Deklarowana płeć psychiczna: Zdecydowanie żeńska, kompletna konwersja osobowości.
- Zachowania społeczne: Stara się prowadzić całe swoje życie jako kobieta. Samo przebieranie się nie wystarcza. Odczuwa silny dyskomfort związany ze swoją płcią. Przejawia niechęć do swojej męskości, pogardę wobec męskich organów płciowych, niebezpieczeństwo samookaleczenia i prób samobójczych.
- Seksualność: Potrzebuje związku z mężczyzną jako kobieta, szczególnie w młodym wieku. Wstręt do własnych organów płciowych. Może być żonaty i mieć dzieci, fantazjując w czasie aktu.
- Skala Kinseya: 6
- Stosunek do zmiany płci: Usilnie pożądana.
- Psychoterapia: Pomoc psychologa tylko dla złagodzenia objawów.
- Terapia hormonalna: Wymagana jako przygotowanie do operacyjnej zmiany płci i w calu złagodzenia objawów.

## Zastosowanie
Skala Benjamina została stworzona w celu prostej i szybkiej diagnozy zaburzeń seksualnych. Na jej podstawie decydowano, które osoby potrzebują leczenia hormonalnego lub operacyjnego. Mężczyzn klasyfikowano do jednej z trzech grup: transwestytów, transseksualistów nieoperacyjnych i transseksualistów operacyjnych. Operacji zmiany płci poddawane były tylko osoby z ostatniej grupy.
| Grupa                          |                        |
| ------------------------------ | ---------------------- |
| Transwestyci                   | typ I, typ II, typ III |
| Transseksualiści nieoperacyjni | typ IV                 |
| Transseksualiści operacyjni    | typ V, typ VI          |

## Krytyka
Skala jako narzędzie diagnostyczne nie może być stosowana rutynowo we wszystkich sytuacjach.
Do znaczących ograniczeń przydatności metody zalicza się m.in.
- odnoszenie się tylko do męskich przypadków transwestytyzmu i transkobiet (m/k)
- założenie, że transseksualiści mogą być pociągający jedynie dla mężczyzn (odrzuca osoby, które są atrakcyjne dla kobiet)
- zafałszowywanie wyniku u osób, które przed wykonaniem testu dokonały modyfikacji w obrębie ciała (usunięcie owłosienia, zabiegi chirurgiczne) lub miały możliwość pozostawać w pożądanej roli przez dłuższy czas

Typy skali nie są zgodne z międzynarodową klasyfikacją ICD-10 i DSM-IV. Skala nie uwzględnia zjawiska transgenderyzmu.
Orientacja seksualna nie stanowi już kryterium diagnozy zaburzeń identyfikacji płci, ponieważ nie pozwala na rozróżnienie między transseksualizmem, transwestytyzmem i innymi formami ekspresji płciowej.
Transwestytyzm fetyszystyczny nie jest traktowany jako fenomen związany z identyfikacją płciową, a z podnieceniem seksualnym i fetyszyzmem.